# Teoxena de Egipto
Teoxena (griego: Θεόξενα), también conocida como Teoxena la Menor para distinguirla de su madre, fue una princesa griega siracusana que vivió posiblemente entre la segunda mitad del siglo IV a. C. y la primera mitad del siglo III a. C.

## Parentesco
Teoxena era de origen siciliano. Era la hija menor de Agatocles con su tercera mujer, Teoxena la Mayor, y tenía un hermano llamado Arcágato.
Su padre Agatocles fue un tirano griego de Siracusa, que después sería rey de Sicilia. Teoxena tuvo, por parte de padre, dos medio hermanos varones, Arcágato y Agatocles, y una medio hermana, Lanasa, que fue la segunda mujer del rey Pirro de Epiro. Además tuvo un medio sobrino, también de nombre Arcágato.
Su madre, también llamada Teoxena (apodada la Mayor para distinguirla de su hija), era una noble greco macedonia, segunda hija mujer y tercer vástago de la noble Berenice I con su primer marido, un oscuro noble de nombre Filipo. Este, por tanto abuelo materno de Teoxena la Menor, fue un militar al servicio de Alejandro Magno conocido por comandar una división de la Falange en las guerras de Alejandro. La abuela materna de Teoxena la Menor, Berenice I, era sobrina nieta del poderoso regente Antípatro y pariente lejana colateral de la dinastía argéada. Su tío materno era Magas de Cirene y su tía materna Antígona de Epiro.
Su abuelo materno Filipo murió alrededor del 318 a. C. Tras su muerte, Berenice, abuela materna de Teoxena la Menor, se fue con sus hijos a vivir a Egipto, donde finalmente se casó con Ptolomeo Sóter, el primer faraón griego y fundador de la dinastía ptolemaica. Por su segundo matrimonio con Ptolomeo, Berenice fue reina de Egipto y reina madre de la dinastía ptolemaica, por ello, la madre de Teoxena era hijastra de Ptolomeo I y se convirtió en princesa egipcia. Berenice tuvo tres hijos con Ptolomeo; dos hijas mujeres, Arsínoe II y Filotera, y un varón, Ptolomeo Filadelfo, el futuro faraón Ptolomeo II. Por tanto Arsínoe II y Filotera fueron medio tías maternas de Teoxena la Menor, y Ptolomeo II fue su medio tío materno.

## Primeros años
Como su hermano, Teoxena la Menor nació entre 301 a. C. y 298 a. C. en Sicilia, donde se criaron. Cuando su padre Agatocles sintió que se aproximaba su muerte, envió a su esposa, Teoxena la Mayor, y a sus hijos a Egipto. Agatocles murió en 289 a. C. y declaró que a su muerte su reino se convirtiera en una democracia. Teoxena la Menor y su hermano pasaron el resto de su juventud en Egipto, junto a la madre de ambos, posiblemente en Alejandría, en la corte de Ptolomeo I y de la abuela de ambos jóvenes, Berenice I.

## Vida adulta
Poco se sabe de la vida adulta de Teoxena. Se casó con un desconocido del que no hay registros y con quien tuvo dos hijos, uno cuyo nombre se ha perdido y otro llamado Agatocles.
En algún momento del reinado del medio tío de Teoxena la Menor, Ptolomeo II (283 a. C.-246 a. C.), este la exilió en la Tebaida, quizás en Coptos. Teoxena la Menor había formulado ante Ptolomeo II falsas acusaciones contra determinados sujetos. Los nombres de estos se han perdido aunque estaban registrados en un papiro, que se ha estropeado. Es cronológicamente plausible que estos acontecimientos estuvieran relacionados con el exilio de Arsínoe I. Esta fue la primera mujer de Ptolomeo II y fue exiliada en 274 a. C.-273 a. C.